# Valerică Găman

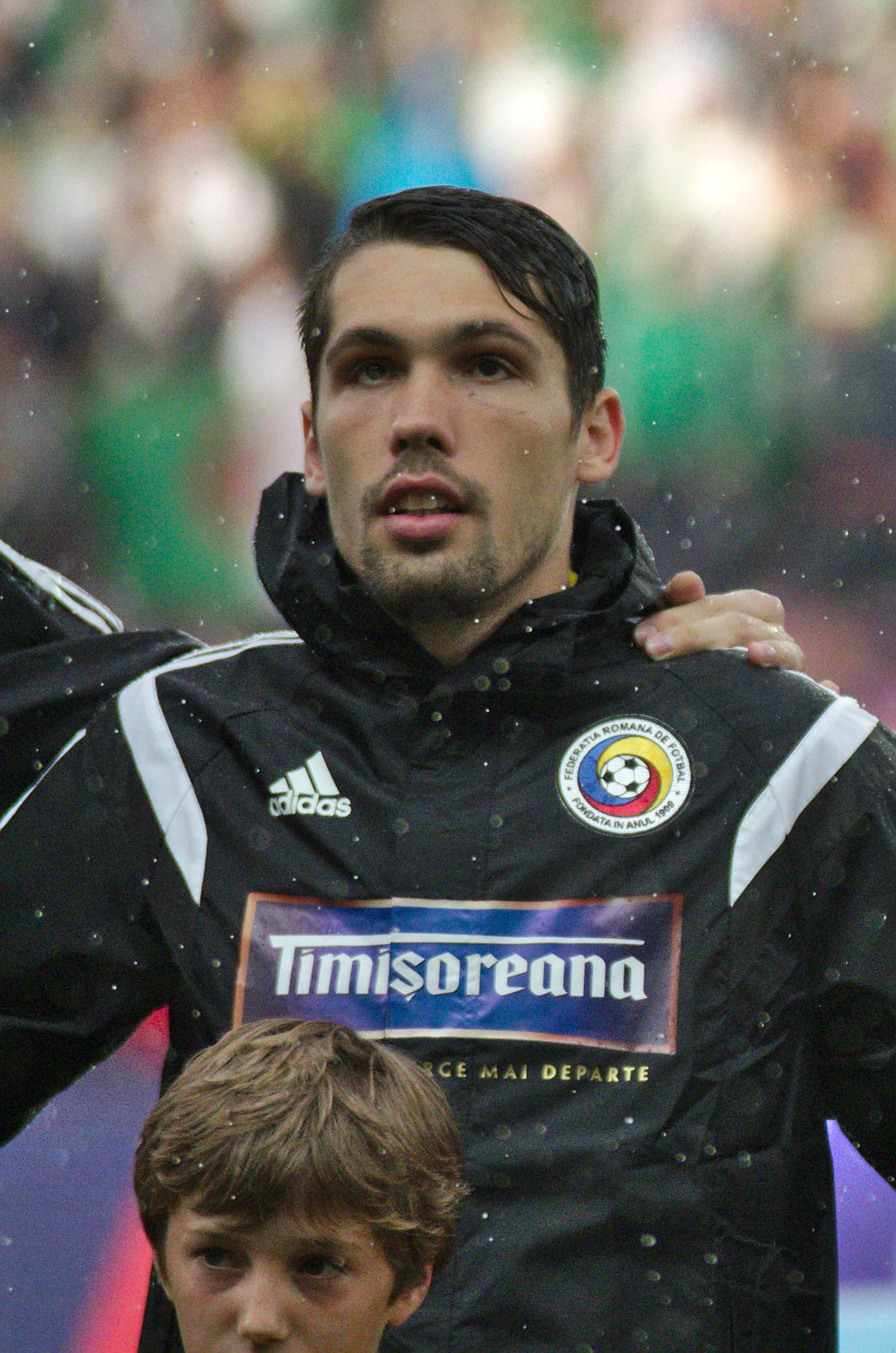
Valerică Găman (2014)

Valerică Marius Găman (* 25. února 1989, Băilești, Rumunsko) je rumunský fotbalový obránce a reprezentant, od roku 2016 hráč tureckého klubu Kardemir Karabükspor. Hraje na postu stopera (středního obránce).

## Klubová kariéra
- FC Universitatea Craiova (mládež)
- FC Universitatea Craiova 2006–2010
- FC Dinamo Bucureşti 2011
- FC Astra Ploiești/Giurgiu 2011–2016
- Kardemir Karabükspor 2016–

## Reprezentační kariéra
Valerică Găman působil v rumunském reprezentačním výběru U21.
V A-mužstvu Rumunska debutoval 11. 11. 2011 v přátelském zápase v Lutychu proti reprezentaci Belgie (prohra 1:2).

Trenér rumunského národního týmu Anghel Iordănescu jej vzal na EURO 2016 ve Francii. Rumuni obsadili se ziskem jediného bodu poslední čtvrté místo v základní skupině A.